# Erannis brunneo-albata
Erannis brunneo-albata är en fjärilsart som beskrevs av Barend J. Lempke 1952. Erannis brunneo-albata ingår i släktet Erannis och familjen mätare. Inga underarter finns listade i Catalogue of Life.